# Новоселки (Чеховский район)
Новоселки — село в Чеховском районе Московской области, в составе муниципального образования сельское поселение Баранцевское (до 29 ноября 2006 года входил в состав Баранцевского сельского округа).

## Население
| 2002 | 2006 | 2010 |
| ---- | ---- | ---- |
| 45   | ↗51  | ↗63  |

## География
Новоселки расположено примерно в 6 км на юго-восток от Чехова, на реке Люторка (левый приток Лопасни), высота центра села над уровнем моря — 157 м.
На 2016 год в селе зарегистрированы 2 улицы — Офицерская и Родниковая, 1 садовое товарищество и промышленная зона, действует Мемориальная чеховская школа-музей, село связано автобусным сообщением с райцентром и соседними населёнными пунктами.
Церковь Успения Богородицы в Новосёлках известна с XVI века, в 1756 году была построена кирпичная церковь, типа «восьмерик на четверике», с трапезной и колокольней, в советское время не закрывалась, также, на рубеже XX—XXI веков, построена надкладезная часовня над святым источником к югу от села.

## Дорога
Дорога туда идёт от ближайшей железнодорожной станции Чехов. Сейчас в настоящее время эта дорога берёт своё начало(и далее затем идёт через путепровод) от Заводской улицы, которая начинается от Гидростали (ранее до середины 2016 года эта дорога начиналась от существовавшего ранее, располагавшегося слева от дороги на Солнышково, бывшего старого, ныне ликвидированного железнодорожного переезда, и на Товарной улице было вилочное движение автотранспорта - от Товарной улицы была развилка дороги на Солнышково (прямо) и налево через переезд в Новосёлки). Сейчас от Товарной улицы вновь оставлена только прямая дорога на Солнышково, а существовавший ранее переезд, располагавшийся слева от этой дороги, после открытия новой автомобильной эстакады(путепровода от Заводской улицы) с того момента был закрыт, а позже - ликвидирован. А когда-то давно, возможно ещё где-то до конца 1970-х годов, когда ещё не было трассы "М-2", дорога в Новосёлки шла до деревни Чудиново со стороны Чепелёво от трассы "А112"(Чепелёво - Вельяминово), а здесь от переезда слева от дороги на Солнышково была дорога только на ту(восточную) сторону железной дороги просто для тех, у кого там дача или дом имеется в той стороне от железной дороги, а грузовому автотранспорту там так же можно было проехать на промышленное предприятие асфальтового завода, но никакого пассажирского движения в сторону Чудиново и далее в сторону Новосёлков по этой дороге не осуществлялось. Пассажирское движение в Новосёлки тогда в те далёкие времена осуществлялось через Чепелёво с поворотом вправо от трассы "А112"(Чепелёво - Вельяминово) в сторону деревни Чудиново. В настоящее время существует только возможность пройти пешком от остановки "Дачи-1" до остановки "Поворот на Чудиново" (см. на странице: https://yandex.eu/maps/225/russia/?ll=37.499022%2C55.164462&mode=routes&rtext=55.143640%2C37.525583~55.186982%2C37.518943&rtt=pd&ruri=ymapsbm1%3A%2F%2Ftransit%2Fstop%3Fid%3Dstop__9685501~&source=serp_navig&z=13.23 ). 

## Достопримечательности
На территории села расположен Храм Успения Пресвятой Богородицы, Земская школа (построенная А.П.Чеховым), памятник жителям с. Новосёлки, павшим в Великой Отечественной войне.

## Иллюстрации

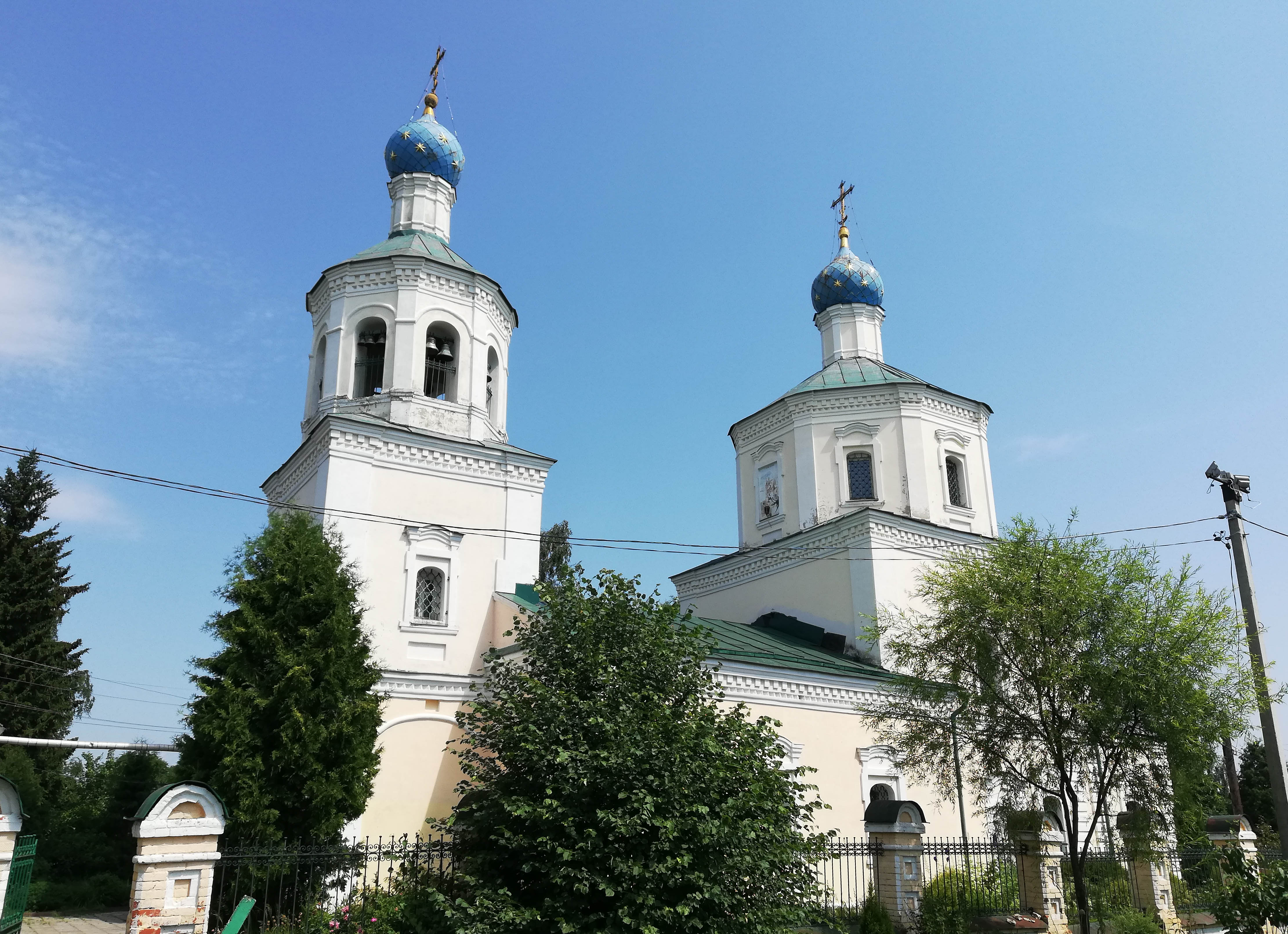
Храм Успения Пресвятой Богородицы в Новосёлках
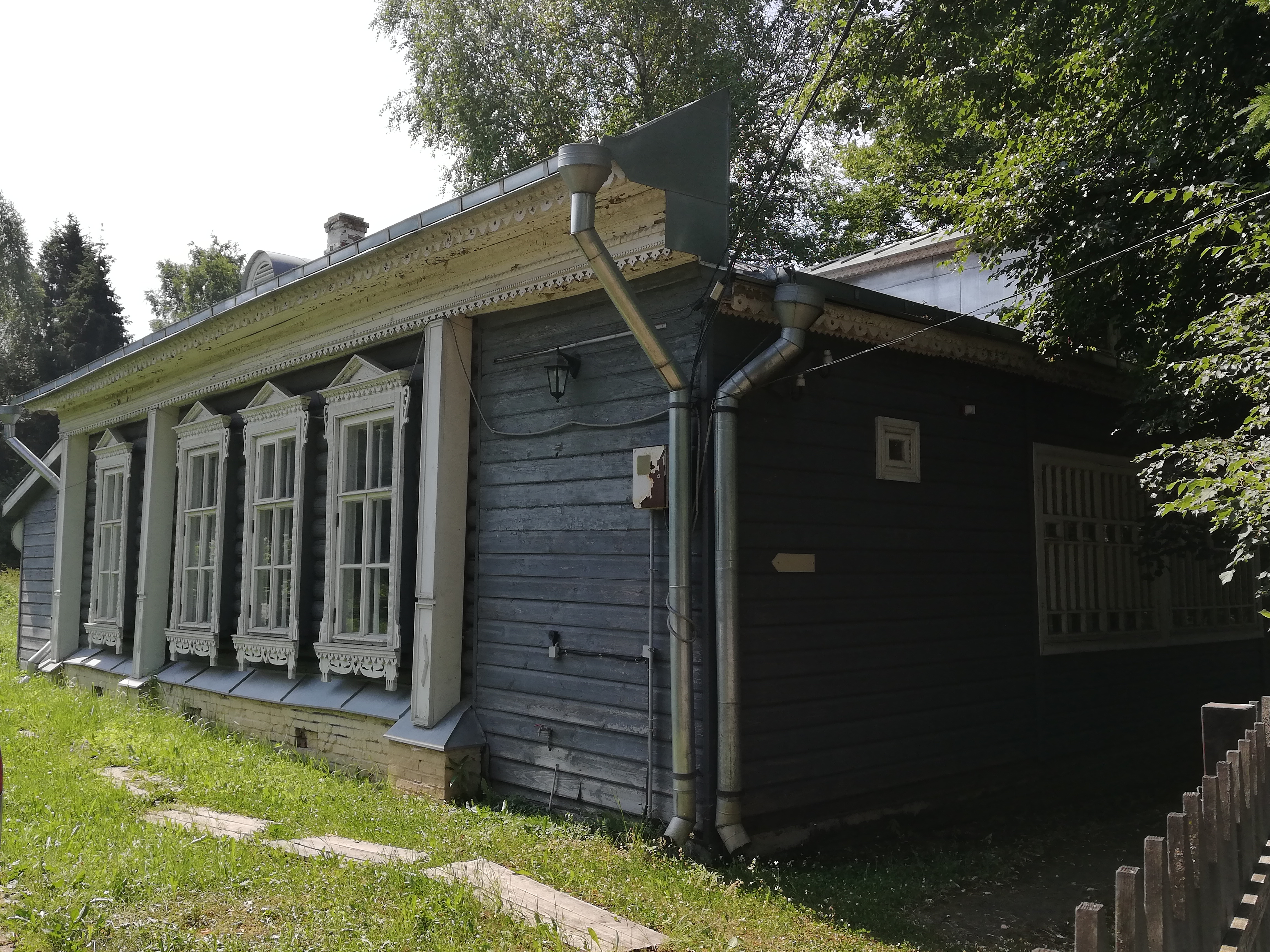
Земская школа, построенная А.П. Чеховым
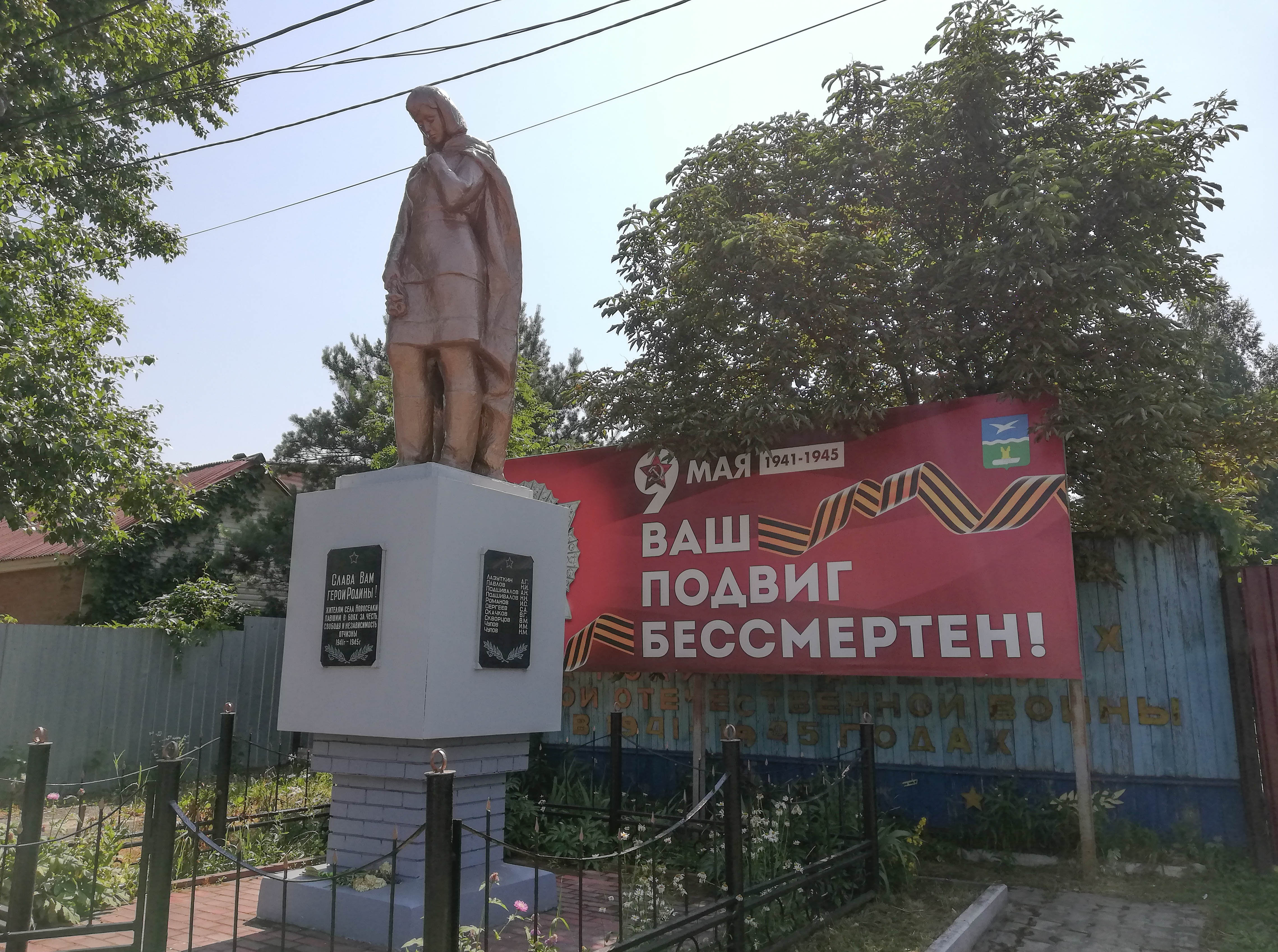
Памятник жителям с. Новосёлки, павшим в Великой Отечественной войне